# Moggridgea
Moggridgea is een geslacht van spinnen uit de familie Migidae.

## Soorten
- Moggridgea albimaculata Hewitt, 1925
- Moggridgea ampullata Griswold, 1987
- Moggridgea anactenidia Griswold, 1987
- Moggridgea breyeri Hewitt, 1915
- Moggridgea clypeostriata Benoit, 1962
- Moggridgea crudeni Hewitt, 1913
- Moggridgea dyeri O. Pickard-Cambridge, 1875
- Moggridgea eremicola Griswold, 1987
- Moggridgea intermedia Hewitt, 1913
- Moggridgea leipoldti Purcell, 1903
- Moggridgea loistata Griswold, 1987
- Moggridgea microps Hewitt, 1915
- Moggridgea mordax Purcell, 1903
- Moggridgea nesiota Griswold, 1987
- Moggridgea occidua Simon, 1907
- Moggridgea pallida Hewitt, 1914
- Moggridgea paucispina Hewitt, 1916
- Moggridgea peringueyi Simon, 1903
- Moggridgea pseudocrudeni Hewitt, 1919
- Moggridgea purpurea Lawrence, 1928
- Moggridgea pymi Hewitt, 1914
- Moggridgea quercina Simon, 1903
- Moggridgea rainbowi (Pulleine, 1919)
- Moggridgea rupicola Hewitt, 1913
- Moggridgea rupicoloides Hewitt, 1914
- Moggridgea socotra Griswold, 1987
- Moggridgea tanypalpa Griswold, 1987
- Moggridgea teresae Griswold, 1987
- Moggridgea terrestris Hewitt, 1914
- Moggridgea terricola Simon, 1903
- Moggridgea verruculata Griswold, 1987
- Moggridgea whytei Pocock, 1897

### Synoniemen
- Moggridgea affinis (O. Pickard-Cambridge, 1904) = Moggridgea terricola Simon, 1903
- Moggridgea australis Main, 1991 = Moggridgea rainbowi(Pulleine, 1919)
- Moggridgea chirindaensis Benoit, 1962 = Moggridgea pymi Hewitt, 1914
- Moggridgea coegensis Purcell, 1903 = Moggridgea peringueyi Simon, 1903
- Moggridgea congenera (O. Pickard-Cambridge, 1904) = Moggridgea quercina Simon, 1903
- Moggridgea dubia (O. Pickard-Cambridge, 1904) = Moggridgea quercina Simon, 1903
- Moggridgea lata Tucker, 1917 = Moggridgea peringueyi Simon, 1903
- Moggridgea nigra Purcell, 1904 = Moggridgea peringueyi Simon, 1903
- Moggridgea thoracica(O. Pickard-Cambridge, 1904) = Moggridgea quercina Simon, 1903